# Micropora africana
Micropora africana is een mosdiertjessoort uit de familie van de Microporidae. De wetenschappelijke naam van de soort is voor het eerst geldig gepubliceerd in 1852 door d'Orbigny.